# Roberta Pantani
Roberta Pantani Tettamanti (Sorengo, 19 settembre 1965) è una politica svizzera.

## Biografia
Nata a Sorengo, vicino a Lugano nel 1965.
Nel 2000 entra in politica con la Lega dei Ticinesi e nel 2004 diventa municipale a Chiasso diventando vicesindaco dal 2008 dirigendo dalla sua nomina il Dicastero Sicurezza Pubblica e quello Acqua Potabile. La sua politica, in linea con quella del suo partito, si basa sulla difesa dei valori svizzeri, quali indipendenza, neutralità.
Nello stesso anno è entrata nel Comitato dei Capi Dicastero Polizia delle Città svizzere.

Nel 2011 è stata eletto assieme a Lorenzo Quadri al Consiglio Nazionale, il parlamento svizzero entrando nella Commissione delle Istituzioni Politiche. 
Di professione fiduciaria commercialista, ha il suo studio a Chiasso.